# Natalia Pawlas
Natalia Urszula Pawlas (ur. 1 marca 1978 w Sosnowcu) – polska farmakolog, prof. dr hab. nauk medycznych, adiunkt Katedry i Zakładu Farmakologii Wydziału Nauk Medycznych w Zabrzu Śląskiego Uniwersytetu Medycznego w Katowicach, profesor nadzwyczajny Instytutu Medycyny Pracy i Zdrowia Środowiskowego.

## Życiorys
W 2003 ukończyła studia medyczne w Śląskiej Akademii Medycznej w Katowicach, 12 czerwca 2008 obroniła pracę doktorską Wpływ kwasu arachidonowego na neurony kory mózgowej szczura w warunkach modelu ischemii in vitro, 28 stycznia 2016 habilitowała się na podstawie pracy zatytułowanej Środowiskowe narażenie dzieci na ołów – skutki zdrowotne i ich uwarunkowania. Jest profesorem nadzwyczajnym w Instytucie Medycyny Pracy i Zdrowia Środowiskowego, oraz adiunktem w Katedrze i Zakładzie Farmakologii na Wydziale Nauk Medycznych w Zabrzu Śląskiego Uniwersytetu Medycznego w Katowicach.
W 2016 roku została zatrudniona na stanowisku kierownika Katedry i Zakładu Farmakologii Wydziału Nauk Medycznych w Zabrzu Śląskiego Uniwersytetu Medycznego w Katowicach.
8 maja 2023 roku otrzymała tytuł profesora nauk medycznych.